# Homonota andicola
Homonota andicola este o specie de șopârle din genul Homonota, familia Gekkonidae, descrisă de Cei 1978. Conform Catalogue of Life specia Homonota andicola nu are subspecii cunoscute.